# Tolliella
Tolliella ist eine Gattung der Schmetterlinge aus der Familie der Prachtfalter (Cosmopterigidae).

## Merkmale
Die Vertreter der Gattung Tolliella sind mit 17 bis 24 Millimeter Flügelspannweite relativ große Falter und haben eine ähnliche Vorderflügelzeichnung wie die Arten der Gattung Hodgesiella. Die Genitalarmatur der Männchen ähnelt der der Eteobalea-Arten, das rechte Brachium ist aber sehr lang und gerade und die Valven sind nahezu parallelwandig. Bei den Weibchen steht das Sterigma hervor und ist sklerotisiert. Der Ductus bursae und das Corpus bursae sind membranös, Signa sind nicht ausgebildet.

## Verbreitung
Die Gattung ist in Kleinasien, im Nahen Osten (Türkei, Libanon, Syrien, Jordanien, Irak) sowie in China (Provinz Henan) verbreitet.

## Biologie
Über die Biologie der Arten ist nichts bekannt.

## Systematik
Die Typusart der Gattung ist Stagmatophora fulguritella Ragonot, 1895. Die Gattung Tolliella war bis zur Beschreibung von Tolliella truncatula im Jahr 2009 monotypisch.
- Tolliella fulguritella (Ragonot, 1895)
- Tolliella trunculata Zhang & Li, 2009

## Belege
1. 1 2 3 4 5  J. C. Koster, S. Yu. Sinev: Momphidae, Batrachedridae, Stathmopodidae, Agonoxenidae, Cosmopterigidae, Chrysopeleiidae. In: P. Huemer, O. Karsholt, L. Lyneborg (Hrsg.): Microlepidoptera of Europe. 1. Auflage. Band 5. Apollo Books, Stenstrup 2003, ISBN 87-88757-66-8, S. 166 (englisch).
2. 1 2 3  Zhiwei Zhang, Houhun Li (2009): First record of the genus Tolliella Riedl (Lepidoptera, Cosmopterigidae) in China, with description of one new species. Acta Zootaxonomica Sinica 34 (1): S. 46–48